# Željko Bajza
Željko Bajza (Poznanovec, 25. ožujka 1946.) hrvatski je znanstvenik i publicist, dipl.ing.kem.tehnologije, prof.dr.sc.

## Rad u kulturi
Objavio je više od 1000 novinskih članaka, napravio nekoliko stotina radijskih emisija.
Sa svojim slikama sudjelovao je na tridesetak skupnih i samostalnih izložbi. Ilustrirao je tri zbirke pjesama.
Bio je predsjednik omladine i tajnik Dobrovoljnog vatrogasnog društva u Poznanovcu.
Nekoliko godina bio je glavni urednik Gazophylaciuma, časopisa za znanost, kulturu i politiku.
Jedan od obnovitelja rada KUD Pavao Markovac u Bedekovčini 1976. i prvi prvi predsjednik Upravnog odbora.
Jedan od obnovitelja rada Udruge Pinta 1988. u dvorcu Miljana, za očuvanje, obnovu i korištenje kulturnog blaga (Zagreb, Masarykova 22).
Javlja se i organizira recitale kajkavskog stvaralaštva. 1970. godine u Poznanovcu osniva Susret riječi, koji se od 1993. održava u Bedekovčini
Osim znanstvenih radova, stručnih radova, publicistike, bavi se i poezijom i prozom uspješno; objavljujući je u prigodnim zbornicima, tjednicima i kulturnim glasilima. Objavljuje  "Priče ispod Medvednice i Ivančice". Konačno odlučuje objaviti "Kroniku osebujnu", zbirku pjesama na kajkavštini, strasno, vrlo ozbiljno, poigravajući se (uglavnom) s fenomenom kajkaviane, s njegovim najeklatantnijim predstavnicima. Prozu i poeziju je objavio u Zadarskoj smotri, Kolu, Hrvatskom slovu, emisiji "Hrvatska proza" 3. programa radio Zagreba te u časopisima "KAJ" i "Hrvatsko zagorje"
Dobitnik je nagrade na recitalu "Dragutin Domjanić" u Svetom Ivanu Zelini. Vanja Lisak uglazbio je tri njegove pjesme za Krapinski festival.

## Rad u nastavi
Nastavni rad u Srednjoj školi Bedekovčina u programima kože i obuće.
Nastavni rad na Fakultetu kemijskog inženjerstva i tehnologije, Zagreb.

## Djela
Glavni je urednik knjige "Bedekovčina stara i plemenita", Općina Bedekovčina, 1997., ISBN 953-96430-4-X. Uredio je i deset drugih knjiga.
Autor je deset knjiga različitih tematika.

### Publicistika
Najpoznatija djela:
- Po dragome kraju, Kajkavsko Spravišće, Zagreb, 1980.
- Vatru gasi, brata spasi, Kajkavsko Spravišće, Zagreb, 1980.
- Cipele, cipele, Zajednica Srednjih Škola, Zagreb, 1982.
- Tehnologija kože i krzna, Zajednica Srednjih Škola, Zagreb, 1985.
- Đimijada: šaljivi intervjui s Đimijem Stanićem, Klub samoupravljača, Zagreb, 1987.
- Kako u 21. stoljeće, Školska knjiga, Zagreb, 1992.
- Priče ispod Medvednice i Ivančice, Multiart, Zagreb, 1996., ISBN 953-97062-0-3
- Kronika osebujna, Udruga Pinta, Zagreb, 2000.
- Mogućnost obrazovanja diplomiranih kemijskih inženjera za kožarsko-prerađivačku industriju,         Fakultet kemijskog injženjerstva i tehnologije Zagreb, 2002.
- Događaji smešni, Multiart - Udruga Pinta, Zagreb, 2002.

### Znanstveni i stručni rad
Bio je tehnički direktor u tvornici kože u Poznanovcu
Svojim je znanstvenim radovima sudjelovao na jedanaest međunarodnih kongresa (Edinburgh, Friedrichshafen, Barcelona, Cape Town, Varna, Zlin, dva puta u Pragu i tri puta u Budimpešti)
Objavio je 61 znanstveni i stručni rad, od toga 12 s međunarodnom CC recenzijom.
Autorske knjige (1)
1. Bajza, Željko.
Kako u 21. stoljeće .
Zagreb : Školska knjiga, 1992 (monografija).
Poglavlja u knjizi (2)
1. Bajza, Željko.
Klasifikacija zanimanja za kožarsku industriju // Nacionalna klasifikacija zanimanja / Babić, Vera (ur.).
Zagreb : Ministarstvo rada i socijalne skrbi, 1997. Str. 240-242.
2. Bajza, Željko.
Koža // Management i poduzetništvo 1000 programa ulaganja za mala i srednja poduzeća / Vajić, Ivo (ur.).
Zagreb : Centar za poduzetništvo ; Mladost, 1994. Str. 313-323.
Udžbenici i skripta (1)
1. Grgurić, Hrvoje; Vuković, Tomislav; Bajza, Željko.
Tehnologija kože i krzna / Bajza, Željko (ur.).
Zagreb : Zajednica kem., kožarskih, obućarskih, gum. i rud. organizacija, 1985.
Bibliografija

## Vanjske poveznice
- Zajednica kulturno-umjetničkih udruga Bjelovarsko-bilogorske županije  Arhivirana inačica izvorne stranice od 27. siječnja 2011. (Wayback Machine) KUD Veliko Trojstvo